# Peter Pan Speedrock
Peter Pan Speedrock is een Nederlandse rockband uit Eindhoven die werd opgericht in 1995. De groep bestaat uit Peter van Elderen (zang en gitaar), Bart Nederhand (drums) en Bart Geevers (basgitaar). Het trio speelt een mix van punk, hardrock, rockabilly en metal.

## Geschiedenis

### Oprichting
Onder de naam Peter Pan werd de band in 1995 opgericht door voormalig Life on Grey-bandleden Peter van Elderen en Bob Muileboom met de intentie een stevige rockband à la Motörhead te worden. Bij hun zoektocht naar een passende drummer kwam de band uit bij Bart Nederhand. De band besloot als trio te gaan optreden, waarbij gitarist Peter van Elderen tevens de zang voor zijn rekening ging nemen.

### Debuutalbum
De bandleden wilden de eerder gemaakte fouten met Life on Grey voorkomen en schreven in rap tempo een flink aantal nummers. Bij de zoektocht naar een platenmaatschappij stuitte de band op Henk Voortman, A&R-manager bij Virgin, die een grenzeloos vertrouwen had in de band. Nog voor de band de studio betrad was hij echter al opgestapt bij Virgin. Het label, dat zich een beetje met de band in zijn maag gesplitst voelde, besloot de band slechts minimale studiotijd en promotie te gunnen. Het eerste studioresultaat, dat in 1997 verscheen, viel dan ook tegen. Van het album werden slechts 69 exemplaren verkocht. De band verbrak het contract met Virgin en Muileboom besloot de band te verlaten om zich volledig toe te leggen op het runnen van zijn muziek hotel en als festival organisator (o.a. La Truite Magique) in de Belgische Ardennen. Hij werd vervangen door Bart Geevers, bijgenaamd Bartman.

### Rocketfuel
De band ging veelvuldig optreden en werkte zich zo uit het dal. De band sloeg vervolgens terug met de plaat Rocketfuel, die verscheen op het kleine label Marista. Deze plaat liet voor het eerst duidelijk de 'speedrock-stijl' horen, zoals die daarvoor in het buitenland beoefend werd door Hellacopters, Nashville Pussy en Gluecifer, wat staat voor snelle, harde rocksongs in de stijl van Motörhead en AC/DC in combinatie met rockabilly-elementen. De band kreeg aandacht van de landelijke media en voerde het aantal optredens nog verder op, tot enkele per week. In 1999 mocht de band aantreden op Dynamo Open Air en bracht het de ep Homesteel uit, welke lovende recensies kreeg van binnen- en buitenlandse media.

### Killermachine
In 2000 bracht de band op het label Suburban het album Killermachine uit, hun hardste en ruigste plaat tot dan toe waarop het live-geluid van de band goed is overgebracht. Op de plaat worden door de band vele rock-'n-roll-cliché's tot leven gebracht in nummers als 'Big Toy' en 'Pedal to the Metal', en bracht het met het nummer 'Rockcity' een ode aan hun thuisstad Eindhoven. Hierna volgde weer een intensieve tournee, waarbij de band ook steeds meer in het buitenland speelde. Zo werd de band uitgenodigd voor promotieoptredens op de Amerikaanse festivals North by Northwest in Portland, Oregon en South by Southwest in Austin, Texas.
Er kwam ook een single uit van het nummer 'Schoppenaas' in samenwerking met Dikke Dennis, een grote met tatoeages versierde man, die in de loop van de jaren is uitgegroeid tot 'mascotte' van de band en vaste gast bij optredens. Op de single verscheen ook een andere band uit de Eindhovense rockscene: The Spades.

### Premium Quality...Serve Loud!
In 2001 besloot de band het toevoegsel 'Speedrock' aan de bandnaam toe te voegen, om zich beter te kunnen profileren in het buitenland. Eind 2001 bracht de band, onder de nieuwe naam, hun vierde album Premium Quality...Serve Loud! uit. De plaat is op dezelfde manier opgebouwd als Killermachine, maar heeft beter uitgewerkte opnamemixen waardoor de muziek iets toegankelijker is. De single 'Resurrection' was regelmatig te horen op 3FM, Kink FM en Studio Brussel. Het nummer werd voorzien van een videoclip van animatiefilmmaker Michiel Hoving. In 2002 speelde de band op Lowlands, Dynamo Open Air en het Deense Roskilde-festival. Datzelfde jaar verscheen nog het in één take opgenomen tussendoortje Speedrock Chartbusters, waarvoor de band nummers opnam van voorbeelden als The Misfits, Turbonegro en Led Zeppelin. De band begon in 2002 met een uitgebreide tournee door Nederland en Europa. Hierna kwamen ook Canada en de Verenigde Staten aan de beurt, waar de band optrad met genre-genoot en voorbeeld Nashville Pussy.

### Lucky Bastards
In 2003 kwam de band met Lucky Bastards, opgenomen met producer Kurt Bloch. Op dit album zijn naast rockabilly- ook veel punkinvloeden te horen. De plaat kwam gelijktijdig in Nederland als in de rest van Europa uit. De band speelde dat jaar op Pinkpop en trad weer veelvuldig op in Duitsland, Zwitserland, Oostenrijk en Tsjechië. In maart stond de band op De Dam in Amsterdam tijdens het benefietfestival Save Tibet Now! In hetzelfde jaar kwam de split-cd Ritual of the Savage 10 uit in samenwerking met de bands Gluecifer en Danko Jones.
In 2004 verscheen speciaal voor de buitenlandse markt op het label Bitzcore Loud, Mean, Fast & Dirty; een verzamelalbum met oud werk van de eerste vier platen.

### Spread Eagle
In 2005 besloot de band het over een andere boeg te gooien. De band trok voor een maand in bij producer Tomas Skogsberg, bekend als producer van Gluecifer en Entombed, in Zweden. In zijn thuisstudio nam de band hun meer mid-tempogeoriënteerde plaat Spread Eagle op, waarvan de band vindt dat ze hun live-geluid meer benaderden dan voorheen.
Een maand voor het verschijnen hiervan verscheen een split-ep met speedrock-icoon Zeke. De plaat kwam uit in april.
Met Def P van de rapformatie Osdorp Posse bracht de band later in het jaar een single uit ten bate van Ticket for Tibet.
In 2006 trok Peter Pan Speedrock weer voor een uitgebreide tournee door Europa. In november verscheen de eerste dvd van de band, Speedfreak Manifesto, met een uitgebreide documentaire, live-opnames en enkele videoclips. Het jaar werd afgesloten met de tweede editie van het door de band georganiseerde reizende festival Revenge of the Rock&Roll Monsters, waarop een aantal bevriende bands acte de presénce gaven. Op 2 december organiseerde de band de eerste editie van Speedfest, een festival in het Klokgebouw op Strijp S in Eindhoven. In 2007 werd Spread Eagle door het label Prophase Music in Noord-Amerika uitgebracht en werd bekend dat er in het najaar een nieuw album van de band zou gaan verschijnen.

### Pursuit Until Capture
In september 2007 verscheen het album Pursuit Until Capture, dat wederom in Zweden werd opgenomen met producer Tomas Skogsberg. Het album bevat 13 nummers in een ruim halfuur en kreeg een volledig Europese release door het Duitse label People Like You. Later dat jaar werd de plaat in Canada en de Verenigde Staten uitgebracht door het Amerikaanse label Prophase Music. De recensies in de diverse media varieerden van redelijk tot goed waarbij af en toe werd opgemerkt dat de band wat routineus zou beginnen te klinken.
Peter van Elderen startte in deze periode, met drie leden uit de band Borehole het nevenproject Repomen, dat stonerrock speelt, waardoor Peter Pan Speedrock het een tijdje rustiger aan kon doen.
Op 24 januari 2008 gaf Peter van Elderen in Arnhem een clinic, waarin hij vertelde over zijn speelstijl en instrumenten. Op 20 april stond de band op de derde editie van Ticket for Tibet. In de zomer van 2008 hield Peter Pan Speedrock een uitgebreide festivaltournee door Nederland, België en Duitsland, welke begon op Paaspop in Schijndel. Hetzelfde jaar verscheen een nieuw splitalbum genaamd Cross Contamination, dat de band opnam met psychobilly-legende Batmobile en waarvoor de bands elkaars nummers coverden.
In november 2009 speelde Peter Pan Speedrock de rock-'n-roll-klassieker 'Kom van dat dak af!'. Deze oude Hollandse rock-'n-roll-song van Peter Koelewijn werd live vanaf een dak gespeeld in de straat waar Koelewijn geboren werd.
In 2009 deed de band voor de eerste keer Australië aan voor een korte tournee.

### We Want Blood!
Als voorproefje op een nieuw album zette de groep in maart 2010 de sf-achtige animatievideoclip van 'Crank Up the Everything!' op internet.
In september 2010 verscheen na meerdere malen uitstellen het album We Want Blood!. Het album kent weer meer snelle songs terwijl de band geïnspireerder klinkt dan op voorganger Pursuit Until Capture. Het album kreeg redelijke tot uitstekende recensies in diverse media.

### Buckle Up And Shove It
Op de zesde editie van het door Peter Pan Speedrock zelf georganiseerde Speedfest-festival werd het dubbelverzamel-album Fiftysomesuperhits gepresenteerd.
Voor de toekomst zijn er plannen om optredens te doen in New York, Japan, China en Zuid-Amerika. Inmiddels heeft de band ook kort in Rusland opgetreden.
In mei 2014 is het laatste album, Buckle Up And Shove It verschenen. Peter Pan Speedrock heeft dit album weer in hun eigen studio opgenomen en veel nummers zijn in één keer opgenomen. Het album kent - voor Peter Pan Speedrock begrippen - veel variatie qua stijl en aanpak. Doordat veel nummers gespeeld zijn in drop-D tuning, klinkt het wat zwaarder dan andere albums. Het afsluitende Heart Full Of Soul is ingezongen door de zanger van psychobilly-band  Demented Are Go!. In mei 2015 is het album via Self Destructo uitgebracht in de VS. In oktober van dat jaar vertrekt de band naar de VS voor 25 shows om het album te promoten. In dezelfde maand verscheen het album in Japan, waar de band eind 2015 9 shows speelde.

### Afscheid en comeback
In januari 2016 maakte de band bekend te stoppen vanwege enige muzikale meningsverschillen en de constatering dat het "heilige vuur" er een beetje af was. Na nog een hele reeks concerten dat jaar (zelfs Japan werd nog aangedaan), hielden ze op 26 november 2016 hun afscheidsconcert. De bandleden hielden zich hier na bezig met spelen in andere bands, organiseren van festivals en/of pakten hun oude baantjes weer op. In zomer 2020 speelden men echter op een besloten feest waardoor men de smaak weer te pakken kreeg. Hun comeback optreden zou eigenlijk op 20 november 2021 op hun deels zelf georganiseerde "Helldorado" festival zijn, maar door de corona pandemie moest het festival kort te voren geannuleerd worden. Hun eerste optreden na vijf jaar afwezigheid was nu op het "Paaspop" festival, op 15 april 2022.

## Bezetting
- Peter van Elderen — zang, gitaar (1995-heden)
- Bart Nederhand — drums (1995-heden)
- Bart Geevers — basgitaar (1997-heden)
- Dikke Dennis — gastzanger, aankondiger (1998-heden)
- Bob Muileboom — basgitaar (1995-1997)

## Discografie

### Albums
| Album met eventuele hitnotering(en) in de Nederlandse Album Top 100 | Datum van verschijnen | Datum van binnenkomst | Hoogste positie | Aantal weken | Opmerkingen                                  |
| ------------------------------------------------------------------- | --------------------- | --------------------- | --------------- | ------------ | -------------------------------------------- |
| Peter Pan                                                           | 1997                  | -                     |                 |              | oplage 300 stuks                             |
| Rocketfuel                                                          | 1998                  | -                     |                 |              |                                              |
| Killermachine                                                       | 2000                  | -                     |                 |              |                                              |
| Premium quality...serve loud                                        | 2001                  | -                     |                 |              |                                              |
| Speedrock chartbusters vol. 1                                       | 2002                  | -                     |                 |              | direct opgenomen coveralbum                  |
| Lucky bastards                                                      | 2003                  | 07-06-2003            | 65              | 5            |                                              |
| Ritual of the Savage 10"                                            | 2003                  | -                     |                 |              | splitalbum samen met Gluecifer & Danko Jones |
| Loud mean fast & dirty                                              | 2004                  | -                     |                 |              | Verzamelalbum                                |
| Split                                                               | 2005                  | -                     |                 |              | splitalbum met Zeke                          |
| Spread eagle                                                        | 2005                  | 30-04-2005            | 32              | 5            |                                              |
| Pursuit until capture                                               | 2007                  | 29-09-2007            | 54              | 2            |                                              |
| Cross contamination                                                 | 2008                  | -                     |                 |              | splitalbum met Batmobile                     |
| We want blood!                                                      | 2010                  | 02-10-2010            | 64              | 1            |                                              |
| Fiftysomesuperhits                                                  | 2011                  | -                     |                 |              | Verzamelalbum                                |
| Buckle up and shove it!                                             | 2014                  | 24-05-2014            | 14              | 1            |                                              |

### Singles
| Single met eventuele hitnotering(en) in de Nederlandse Top 40 | Datum van verschijnen | Datum van binnenkomst | Hoogste positie | Aantal weken | Opmerkingen                                               |
| ------------------------------------------------------------- | --------------------- | --------------------- | --------------- | ------------ | --------------------------------------------------------- |
| Megasdeditas                                                  | 1998                  | -                     |                 |              | gelimiteerde vinylsingle (200 stuks)                      |
| Homesteel EP                                                  | 1999                  | -                     |                 |              | gelimiteerde vinyl ep (1000 stuks)                        |
| Action                                                        | 2000                  | -                     |                 |              | gelimiteerde special package vinyl 7" (1000 stuks)        |
| Schoppenaas                                                   | 2001                  | -                     |                 |              | met The Spades en Dikke Dennis als Dikke Dennis & Friends |
| Resurrection                                                  | 2002                  | -                     |                 |              |                                                           |
| Go satan go                                                   | 2003                  | -                     |                 |              | #35 bij VPRO's song van het jaar                          |
| Werelddelen                                                   | 2005                  | -                     |                 |              | met Def P                                                 |
| Search & destroy                                              | 2007                  | -                     |                 |              | gelimiteerde vinyl splitsingle met V8 Wankers (500 stuks) |
| Get you high                                                  | 2014                  | -                     |                 |              | gelimiteerde vinyl single                                 |

### Dvd's
- Speedfreak Manifesto (2006)

## Prijzen
Drummer Bart Nederhand won in 2003 een 'Duiveltje' voor beste drummer van Nederland. In 2004 won de band een Zilveren Harp. Zanger-gitarist Peter van Elderen won in 2005 een Duiveltje voor beste gitarist van Nederland. In 2006 kreeg ook bassist Bart Geevers zijn Duiveltje uitgereikt voor de beste bassist van Nederland. In 2008 was het weer de eer aan Bart Nederhand om voor de tweede maal een Duiveltje in ontvangst te mogen nemen.